# Mittlere Billerbeckniederung mit Nebenbächen
Die Mittlere Billerbeckniederung mit Nebenbächen ist ein Naturschutzgebiet in der niedersächsischen Gemeinde Beverstedt im Landkreis Cuxhaven.

## Allgemeines
Das Naturschutzgebiet mit dem Kennzeichen NSG LÜ 343 ist rund 114 Hektar groß. Es umfasst den im Landkreis Cuxhaven liegenden Teil des FFH-Gebietes „Niederungen von Billerbeck und Oldendorfer Bach“, das sich insgesamt über rund 400 Hektar erstreckt. Das Gebiet steht seit dem 21. Dezember 2018 unter Naturschutz. Zuständige untere Naturschutzbehörde ist der Landkreis Cuxhaven.

## Beschreibung
Das Naturschutzgebiet liegt südlich von Stubben, einem Ortsteil der Gemeinde Beverstedt. Es erstreckt sich entlang der Niederung der Billerbeck von der Kreisgrenze zum Landkreis Osterholz bis zur Querung der Billerbeck durch die Bahnstrecke Bremen–Bremerhaven. Es umfasst einen Teil der Niederung der Billerbeck, einen Teil des im Landkreis Cuxhaven liegenden Teils der Niederung des Oldendorfer Bachs und den untersten Abschnitt der Niederung des Stubbenbachs. Weiterhin sind Laubwaldbestände der Seebecker Ohe und der Wecke ins Naturschutzgebiet einbezogen.
Die Billerbeck verläuft im Bereich des Naturschutzgebietes relativ naturnah. Die Gewässerrandstreifen von Billerbeck und Oldendorfer Bach werden von Hochstaudenfluren und Röhrichten eingenommen. Die Bachniederungen werden überwiegend landwirtschaftlich als teilweise artenreiches Grünland unterschiedlicher Feuchtegrade genutzt. Im Norden sind extensiv genutzte Feuchtwiesen und Feuchtbrachen ausgeprägt. Hier stockt auch ein Erlen-Eschen-Bruchwald in der Bachaue, der nach Osten in die Waldbestände der Seebecker Ohe übergeht. An den Geesträndern stocken naturnahe Laubwaldkomplexe. Die Waldgesellschaften im Naturschutzgebiet sind als Hainsimsen-Buchenwälder, Buchenwälder mit Stechpalme im Unterholz, Eichen-Hainbuchenwälder und Eichenwälder ausgeprägt. Dominierende Baumarten sind Rotbuche, Stieleiche und Hainbuche. Die Wälder verfügen über einen hohen Alt- und Totholzanteil. In den Eichenwäldern ist eine üppige Krautschicht ausgebildet.
Die Geestbäche verfügen über sandig-kiesige Gewässersohlen. Teilweise ist flutende Wasservegetation zu finden. Sie sind Lebensraum von Bach- und Flussneunauge und Jagdhabitat der Teichfledermaus. Neben der Teichfledermaus ist das Naturschutzgebiet auch Lebensraum für Großes Mausohr, Wasserfledermaus, Breitflügelfledermaus, Großen Abendsegler und Kleinen Abendsegler. Weiterhin ist das Gebiet Lebensraum und Wanderkorridor des Fischotters.